# 如意輪院
如意輪院（にょいりんいん）は、以下の寺院などの院号。
- 浄光寺 (足立区古千谷本町) – 東京都足立区にある浄土宗の寺院
- 長谷寺 (厚木市) – 神奈川県厚木市にある高野山真言宗の寺院
- 継松寺 – 三重県松阪市にある高野山真言宗の寺院
- 東福寺 (高松市) – 香川県高松市にある真言宗御室派の寺院。さぬき三十三観音霊場第1番札所[1]